# بیژگرد
بیژگرد، روستایی است از توابع بخش گندمان شهرستان بروجن در استان چهارمحال و بختیاری ایران.

## جمعیت
این روستا در دهستان گندمان قرار داشته و براساس آخرین سرشماری مرکز آمار ایران که در سال ۱۳۸۵ صورت گرفته، جمعیت آن ۶۶۷ نفر (۱۷۶خانوار) بوده‌است.

## مردم
مردم این دهستان لرتبار و از ایل بختیاری می باشند که به گویش لری بختیاری سخن می گویند